# 羊八井镇
羊八井镇（藏語：ཡངས་པ་ཅན，威利转写：yangs pa can；意为“宽阔”）是中国西藏自治区拉萨市当雄县下辖的一个镇，位于拉萨西北90多千米的藏北草原上，海拔4300多米，面积800平方公里。当地含有丰富的地热资源，温泉数量最多，水温是中国温泉中最高的，高达93℃~172℃，每秒自然热流量11万千卡。1976年建成中国第一座地热发电站——羊八井地热电厂。
近十年来，已经在这里建成一座综合的地热城，有温泉浴旅游，室内游泳场，温室蔬菜基地，硼砂加工厂等。泡在温泉中看雪山积雪已成为羊八井在观光旅游上的一大卖点。
2019年被评为中国文化百强镇。

## 傳說

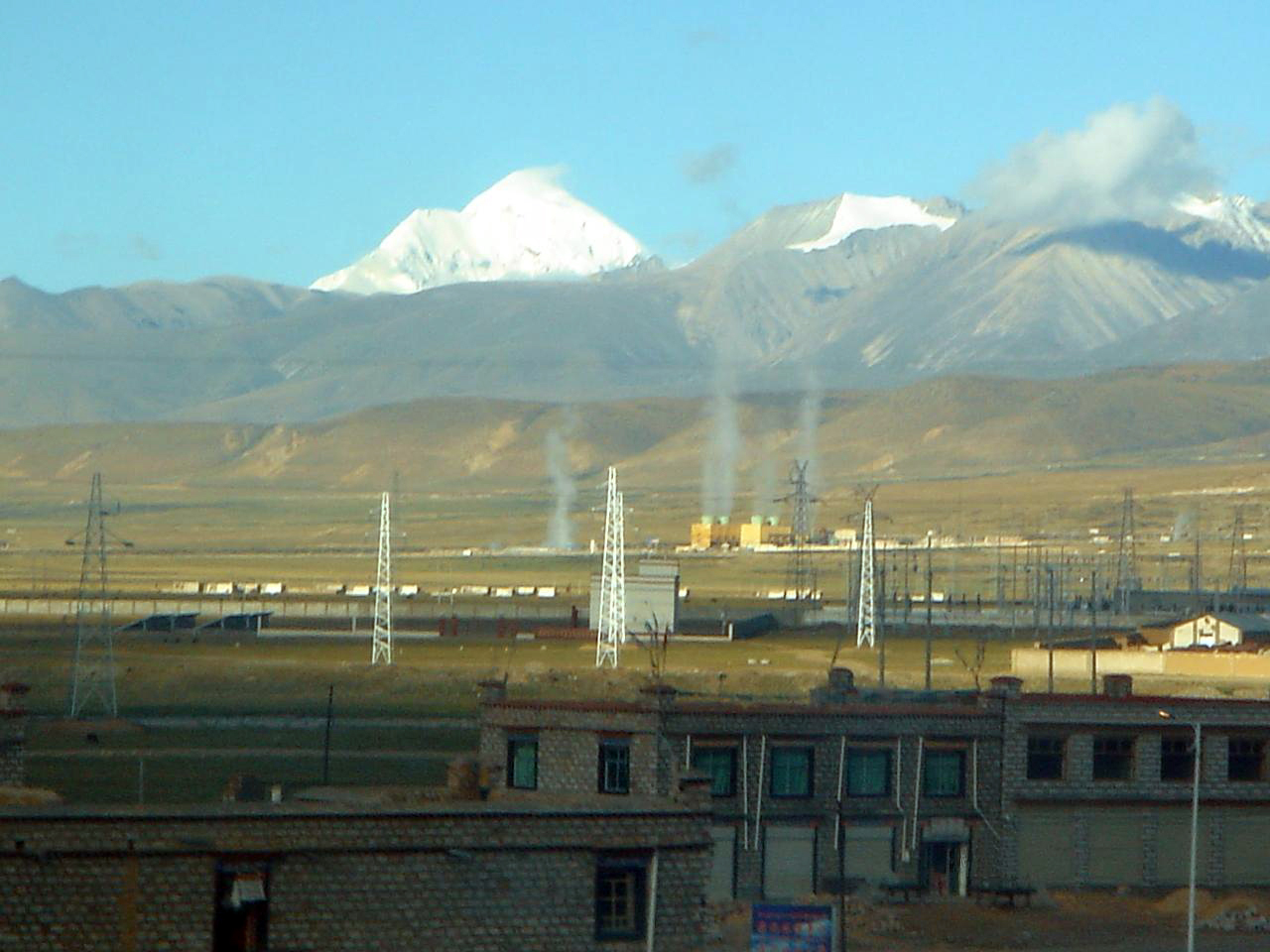
羊八井地热发电厂

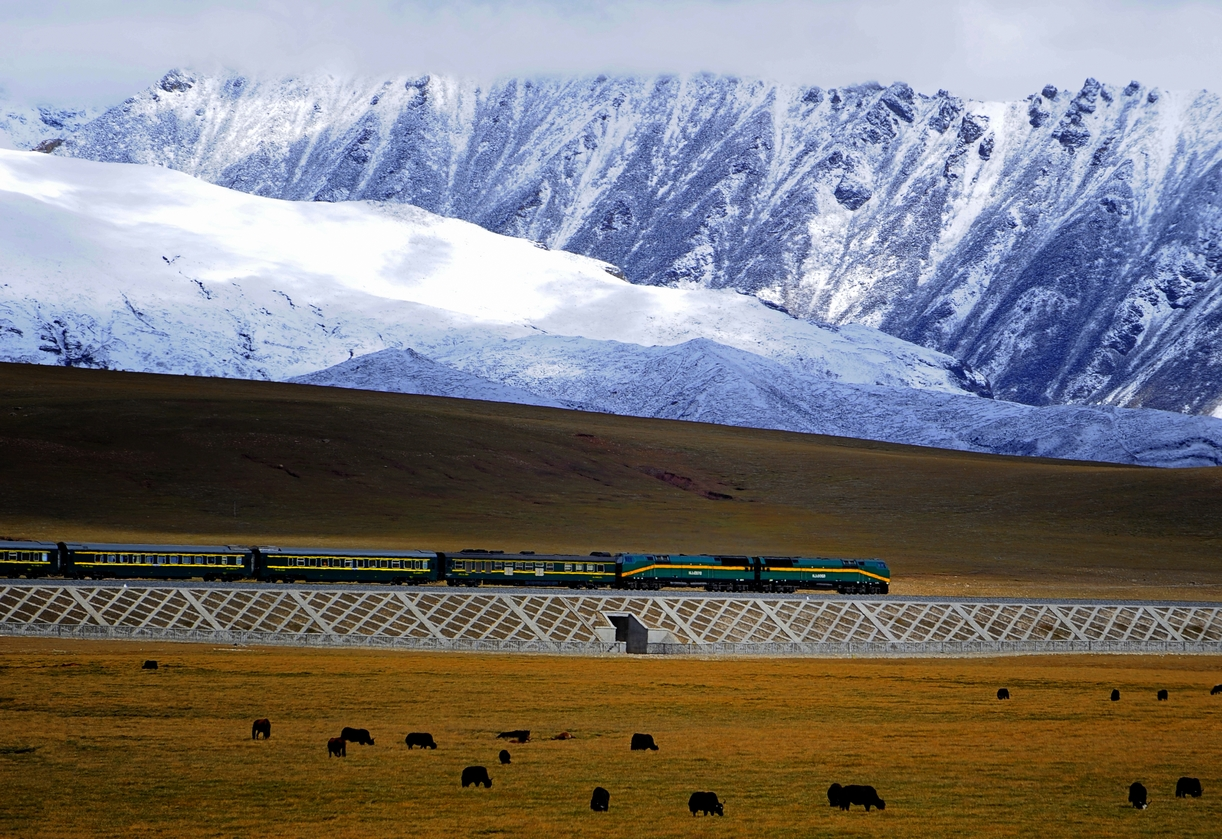
羊八井镇以北约20公里处的青藏铁路

根据藏族的古老传说，最古代天地混沌时期，有一只金凤凰飞来，将自己的一只眼睛化为一盏神灯，照亮世界并融化了唐古拉山的雪，使大地充满生机，但有一个魔鬼用箭将神灯射灭，神灯的碎片飞溅到地上，化为多个温泉。

## 沿革与区划
羊八井地区于1960年设羊八井乡，1970年改为羊八井人民公社，1984年恢复为乡，1988年撤乡设镇。现辖桑巴萨村、拉多村、恰玛村3个行政村。
桑巴萨社区、拉多村和恰玛村。

## 羊八井国际宇宙线观测站
羊八井国际宇宙线观测站于1990年初步建成。观测站立足于地面，根据对宇宙射线及其在大气层中产生的广延大气簇射（EAS）的观测，研究宇宙线、起源及与此相关的宇观和微观课题。羊八井的高海拔（四千三百米）及其采取的不断加密探测阵列直到完全覆盖地面的手段，是它能把探测阈能降到TeV甚至一百GeV能区并在超高能区实现精确测定的物质基础。这里已经开展了中日ASg和中意ARGO两个大型国际合作实验。

## 交通
- 109国道